# Aartsbisdom Yucatán
Het aartsbisdom Yucatán (Latijn: Archidioecesis Yucatanensis) is een rooms-katholiek aartsbisdom met als zetel Mérida, de hoofdstad van de Mexicaanse deelstaat Yucatán. De aartsbisschop van Yucatán is metropoliet van de kerkprovincie Yucatán, waartoe ook de volgende suffragane bisdommen behoren:
- Campeche
- Cancún-Chetumal
- Tabasco

## Geschiedenis
In 1517 werd voor het eerst een mis gehouden in Mexico, op het Yucatán schiereiland. Paus Leo X dacht dat het een eiland was en creëerde op 27 januari 1518 het bisdom Carolense (Yucatán), dit was het eerste bisdom in Mexico. Toen men erachter kwam dat het geen eiland was, en toen de Spaanse interesse verplaatste naar andere gebiedsdelen in Mexico, werd de zetel op 13 oktober 1525 verplaatst naar Tlaxcala.
Het aartsbisdom Yucatán werd opnieuw opgericht op 19 november 1561, als bisdom Yucatán, uit delen van het bisdom Tlaxcala, en was suffragaan aan het aartsbisdom Mexico. Op 23 juni 1891 veranderde het van kerkprovincie en werd suffragaan aan het aartsbisdom Antequera. Op 11 november 1906 werd het verheven tot metropolitaan aartsbisdom.

## Parochies
Het aartsbisdom had in 2020 een oppervlakte van 39.612 km2 en telde 2.140.900 inwoners waarvan 81,8% rooms-katholiek was.

## Ordinarii

### Bisschoppen
- Julián Garcés (24 januari 1519 - 13 oktober 1525)
- Francisco del Toral (19 november 1561 - 20 april 1571)
- Diego de Landa (17 oktober 1572 - 29 april 1579)
- Gregorio de Montalvo Olivera (15 december 1580 - 16 november 1587)
- Juan de Izquierdo (13 juni 1588 - 17 november 1602)
- Diego Vázquez de Mercado (5 november 1603 - 28 mei 1608)
- Gonzalo de Salazar (2 juni 1608 - 3 augustus 1636)
- Juan Alonso y Ocón (14 juni 1638 - 31 augustus 1643)
- Andrés Fernandez de Ipenza (5 oktober 1643 - 24 oktober 1643)
- Marcos de Torres y Rueda (14 november 1644 - 22 april 1649)
- Domingo (de Villaescusa) Ramírez de Arellano (2 december 1652 - 2 juli 1653)
- Lorenzo Horta Rodríguez (29 mei 1656 - 13 augustus 1659)
- Luís de Cifuentes y Sotomayor (22 september 1659 - 18 mei 1676)
- Juan de Escalante Turcios y Mendoza (29 april 1680 - 31 mei 1681; aartsbisschop op persoonlijke titel)
- Juan Cano Sandoval (7 december 1682 - 21 februari 1695)
- Antonio de Arriaga y Agüero (20 november 1697 - 24 november 1698)
- Pedro Reyes de los Ríos de Lamadrid (30 maart 1700 - 6 januari 1714)
- Juan Leandro Gómez de Parada Valdez y Mendoza (16 december 1715 - 6 juli 1729)
- Juan Ignacio de Castorena y Ursúa y Goyeneche (6 juli 1729 - 13 juli 1733)
- Francisco Pablo Matos y Coronado (9 juli 1734 - 2 januari 1741)
- Mateo de Zamora y Penagos (6 maart 1741 - 9 augustus 1744)
- José Francisco Martínez de Tejada y Díez de Velasco (23 augustus 1745 - 20 december 1751)
- Juan José de Eguiara y Eguren (24 januari 1752 - 6 juli 1752)
- Ignacio Padilla Estrada (28 mei 1753 - 20 juli 1760; aartsbisschop op persoonlijke titel)
- Antonio Alcalde y Barriga (25 januari 1762 - 27 januari 1772)
- Diego Bernardo de Peredo y Navarrete (22 juni 1772 - 14 december 1774)
- Juan Manuel Garcia de Vargas y Ribera (3 april 1775 - niet in bezit genomen)
- Antonio Caballero y Góngora (11 september 1775 - 14 december 1778)
- Luis Tomás Esteban de Piña y Mazo (12 juli 1779 - 22 november 1795)
- Pedro Agustín Estévez y Ugarte (24 juli 1797 - 8 mei 1827)
- José María Guerra y Rodríguez Correa (17 december 1832 - 3 februari 1863)
  - Manuel José Pardio Lizama (hulpbisschop: 27 april 1840 - 20 april 1861)
- Leandro Rodríguez de la Gala y Enríquez (22 juni 1868 - 15 februari 1887; apostolisch administrator sinds 17 april 1863)
- Crescencio Carrillo y Ancona (15 februari 1887 - 19 maart 1897; coadjutor sinds 27 maart 1884)
- José Guadalupe de Jesús Alva y Franco (28 december 1898 - 14 december 1899)

### Aartsbisschoppen
- Martín Tritschler y Córdoba (30 augustus 1900 - 15 november 1942)
- Ferdinando Ruiz y Solózarno (22 januari 1944 - 15 mei 1969)
- Manuel Castro Ruiz (8 september 1969 - 15 maart 1995; hulpbisschop sinds 21 juli 1965)
  - Domingo Jafet Herrera Castillo (hulpbisschop: 29 januari 1978 - 1 juni 1981)
- Emilio Carlos Berlie Belaunzarán (15 maart 1995 - 1 juni 2015)
  - Ramón Castro Castro (hulpbisschop: 2 april 2004 - 8 april 2006)
  - José Rafael Palma Capetillo (hulpbisschop: 2 april 2004 - 28 april 2016)
- Gustavo Rodriguez Vega (1 juni 2015 - heden)
  - Pedro Sergio de Jesús Mena Díaz (hulpbisschop: 27 mei 2017 - heden)
  - Mario Medina Balam (hulpbisschop: 11 februari 2023 - heden)

Yucatán (aartsbisdom) · Campeche · Cancún-Chetumal · Tabasco